# Agua arracimada
El agua arracimada también conocida como agua hexagonal, agua de gel o, agua estructurada, es un producto  que afirma tener la capacidad de crear una cierta configuración de agua que es mejor para el cuerpo. El término "agua arracimada" se refiere a un grupo (racimo o clúster) de moléculas de agua que forman una forma hexagonal que supuestamente mejora la absorción de nutrientes, elimina los desechos metabólicos y mejora la comunicación celular, entre otras cosas. Similar al engaño del monóxido de dihidrógeno, la estafa se aprovecha del conocimiento limitado del consumidor sobre química, física y fisiología. Se hace referencia al término "agua en gel" en la versión del engaño en el que se dice que las plantas o la fascia animal crean o contienen una "cuarta fase" de agua con un hidrógeno adicional y un oxígeno adicional, a pesar de la simple realidad de que este compuesto no es ni agua, ni estable; en otras palabras, no existe en ningún sentido práctico.

## Incompatibilidades con la ciencia
El concepto de agua hexagonal contradice varias ideas científicas establecidas. Aunque los "racimos" (clusters, en inglés) de agua se han observado experimentalmente, tienen una vida útil muy corta: los enlaces de hidrógeno se rompen y se reforman continuamente en escalas de tiempo inferiores a 200 femtosegundos. Esto contradice las afirmaciones de quienes promueven el agua arracimada, de que la estructura particular (hexagonal) del agua consumida es la misma estructura utilizada por el cuerpo. De manera similar, sus defensores afirman que esta estructura particular de agua "resuena con vibraciones energéticas del cuerpo para amplificar la fuerza vital". Aunque las moléculas de agua absorben fuertemente la energía en el rango infrarrojo del espectro electromagnético, no hay evidencia científica que respalde la teoría de que los polímeros de agua en forma de hexágono se crearían mediante el bombardeo de energía de estas frecuencias.
Los defensores del modelo de agua arracimada afirman que las diferencias medibles entre los productos de "agua hexagonal" comercialmente disponibles y el agua del grifo bajo la espectroscopia de resonancia magnética nuclear Oxígeno-17 indican las propiedades especiales del agua arracimada. Sin embargo, esta técnica no ha mostrado diferencias significativas entre la supuesta "agua arracimada", el agua ultrapura y la orina humana. La observación experimental de clusters de agua requiere herramientas espectroscópicas como la espectroscopia de vibración-rotación-tunelización (VRT) de infrarrojo lejano (FIR) (una técnica de espectroscopia infrarroja).
Asimismo, no se han publicado estudios clínicos que hayan mostrado que el agua arracimada tenga alguna propiedad beneficiosa para alguna dolencia. Por lo que afirmaciones de ese tipo carecen de sustento.

## Agua arracimada en los medios
Este término ha llamado la atención en Perú, donde el Ministro de Salud Hernán Condori, nombrado en febrero del 2022, defendió el uso de esta pseudociencia a pesar de los pronunciamientos de la comunidad académica y de distintos colegios profesionales .